# 维贾伊拉加沃加尔
维贾伊拉加沃加尔（Vijayraghavgarh），是印度中央邦Katni县的一个城镇。总人口7157（2001年）。

## 人口
该地2001年总人口7157人，其中男性3786人，女性3371人；0—6岁人口1140人，其中男604人，女536人；识字率66.72%，其中男性为75.99%，女性为56.30%。